# Robert Henriques (författare)
Robert David Quixano Henriques, född 11 december 1905, död 22 januari 1967, var en brittisk militär och författare.
Robert Henriques, som var artilleriofficer 1926–1933, blev sedan journalist, mobiliserades 1939 och utmärkte sig vid landstigningen i Nordafrika och på Sicilien samt blev 1943 överstelöjtnant. Henriques utgav romanerna Death by moonlight (1938), No arms no armour (1939, svensk översättning 1940), Captain Smith and company (1943) och The journey home (1944), en radikalt ärlig och illusionslös skildring av soldaternas återkomst från andra världskriget.